# Ciucurova
Ciucurova è un comune della Romania di 2 209 abitanti, ubicato nel distretto di Tulcea, nella regione storica della Dobrugia. 
Il comune è formato dall'unione di 3 villaggi: Atmagea, Ciucurova, Fântâna Mare.